# Rhabdome

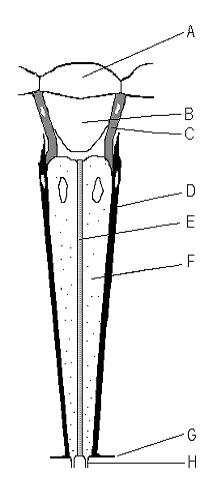
Ommatidie

Structure translucide en forme de bâtonnet au centre des ommatidies de l'Œil composé des arthropodes.
Il s'agit d'un organite collectivement mis en place par les 7 cellules rétinales de l'ommatidie. Sa fonction est d'optimiser le transport de la lumière.